# Ingwer
Der Ingwer (Zingiber officinale), auch Ingber und Imber, der Wurzelstock auch Immerwurzel und Ingwerwurzel genannt, ist eine Pflanzenart aus der Gattung Ingwer (Zingiber) innerhalb der Familie der Ingwergewächse (Zingiberaceae). Der unterirdische Hauptspross des Ingwers, das Ingwer-Rhizom (auch Ingwerwurzelstock genannt), wird als (ebenfalls Ingwer genanntes) Küchengewürz oder Arzneidroge verwendet; die pharmazeutische Bezeichnung für das Ingwer-Rhizom lautet Zingiberis rhizoma.

## Beschreibung

### Vegetative Merkmale

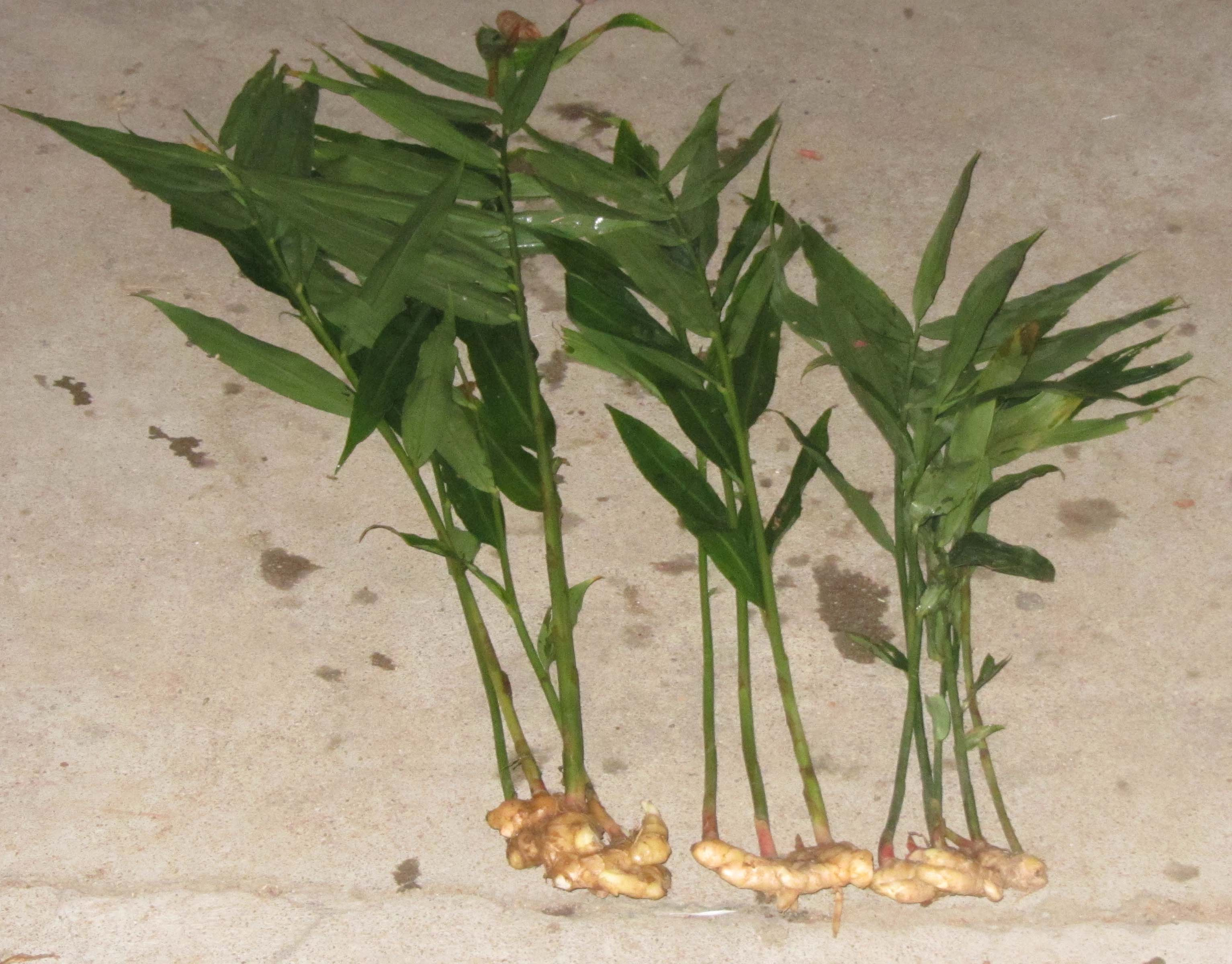
Habitus unter- und oberirdischer Pflanzenteile, frisch geerntete Ingwerpflanzen

Ingwer ist eine ausdauernde krautige Pflanze, die Wuchshöhen von 50 bis über 150 Zentimetern erreicht. Der dicke Stängel und die langen Laubblätter geben der Pflanze ein schilfartiges Aussehen. Es wird ein verzweigtes Rhizom als Überdauerungsorgan gebildet, das in der Erde horizontal wächst und innen gelblich und sehr aromatisch ist. Die Wurzeln werden entlang des Rhizoms als Adventivwurzeln angelegt.
Die mehr oder weniger zweizeilig angeordneten Laubblätter sind ungestielt. Die einfachen, parallelnervigen Blattspreiten sind 15 bis 30 Zentimeter lang und 2 bis 2,5 Zentimeter breit.

### Generative Merkmale

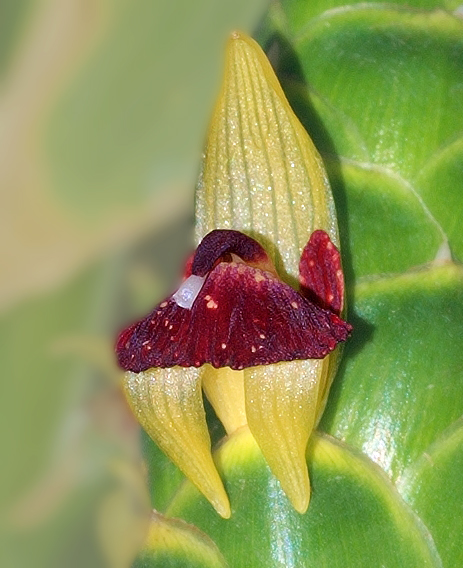
Zygomorphe Blüte

Direkt aus dem Rhizom wird der Blütenstand gebildet; er besteht aus einem bis zu 25 Zentimeter langen Blütenstandsschaft, aus hellgrünen Hochblättern, die manchmal einen gelblichen Rand aufweisen, und vielen Blüten.
Die zwittrigen Blüten sind zygomorph und dreizählig. Die Blütenhülle ist nicht in Kelch und Krone gegliedert, sie ist ein zweikreisiges Perigon. Die drei äußeren Tepalen sind etwa 1 Zentimeter lang und spathaförmig. Die drei inneren Tepalen sind röhrig verwachsen; die gelblich grüne Kronröhre ist 2 bis 2,5 Zentimeter lang; die drei Kronblätter sind etwa 1,8 Zentimeter lang, das zusätzliche, kürzere „Kronblatt“, das „Labellum“ (die zwei petaloiden verschmolzenen Staminodien im inneren Staubblattkreis), ist dreilappig und rötlich gefärbt und hell gepunktet, die zwei kleinen, seitlichen Lappen des Labellums sind etwa 6 Millimeter lang. Das fertile Staubblatt im äußeren Kreis, gegenüber dem Labellum, ist dunkelviolett mit einem kurzen, rinnigen Staubfaden und einem etwa 9 Millimeter langen, lang gespornten Staubbeutel, welche zusammen den Griffel umgreifen. Es sind im äußeren Staubblattkreis zwei petaloide Staminodien vorhanden. Drei Fruchtblätter sind zu einem unterständigen, dreikammerigen Fruchtknoten verwachsen. Der lange Griffel ist vorstehend.
Es werden Kapselfrüchte gebildet. Die schwarzen Samen sind von einem weißen Samenmantel umhüllt.
Die Chromosomenzahl beträgt 2n = 22.

## Inhaltsstoffe

Strukturformel von Gingerol, einer scharf aromatischen Substanz

Der Geruch des Ingwers ist aromatisch, der Geschmack brennend scharf und würzig. Wesentliche Bestandteile sind dabei ein ätherisches Öl, Harzsäuren und neutrales Harz sowie Gingerol, eine scharf aromatische Substanz. Das Gingerol verleiht dem Ingwer die Schärfe.
Weiter enthält Ingwer Zingiberen, Zingiberol, Shogaol und Diarylheptanoide. Außerdem enthält das Ingwer-Rhizom auch die verdauungsfördernden, magenstärkenden, appetit- und kreislaufanregenden Stoffe Borneol, Cineol, die Scharfstoffe Shogaol und Zingeron sowie Vitamin C, Magnesium, Eisen, Calcium, Kalium, Natrium und Phosphor.
Je nach Herkunft des Ingwers lassen sich jedoch große Unterschiede in der Qualität der Zusammensetzung und Konzentration der verschiedenen Inhaltsstoffe und damit auch im Geschmacksprofil feststellen.
Die außergewöhnliche Schärfe des nigerianischen Ingwers ist zum Beispiel auf einen überdurchschnittlich hohen Gehalt an Gingerol zurückzuführen. Indischer Ingwer mit seinem ausgeprägten Zitrusaroma enthält eine vergleichsweise hohe Menge Limonen.
Auf der Insel Madagaskar bildet die Zusammensetzung der ätherischen Öle des Ingwers ein besonders harmonisches Aroma und enthält eine sehr hohe Dichte an wertgebenden Inhaltsstoffen. In der Aromastoff- und Kosmetikindustrie findet daher bevorzugt der seltene Ingwer aus Madagaskar Verwendung; in Pflegeprodukten für die Haut oder um beispielsweise Süßwaren wie Bonbons zu aromatisieren.

## Etymologie
Das Wort Ingwer (mittelhochdeutsch ingewër) stammt über althochdeutsch gingibero und altfranzösisch gimgibre vom lateinischen gingiber bzw. zingiber. Dieses wiederum ist über Vermittlung des Griechischen (ζιγγίβερις zingiberis) aus dem Mittelindischen entlehnt (vgl. Pali siṅgivera). Hiervon ist der erste Bestandteil ein Wanderwort, das sich in fast allen Sprachen Südostasiens findet, ohne dass der Ursprung geklärt werden kann (vgl. Tamil inji, singhalesisch inguru, burmesisch gyin). Der zweite Bestandteil ist ein dravidisches Wort für „Wurzel“ (vgl. Tamil vēr). Die Herleitung von Sanskrit śṛṅgavera „Hornwurzel“ (wegen der gekrümmten Form) beruht auf einer späteren Umdeutung.

## Verbreitung, Anbau und Ernte

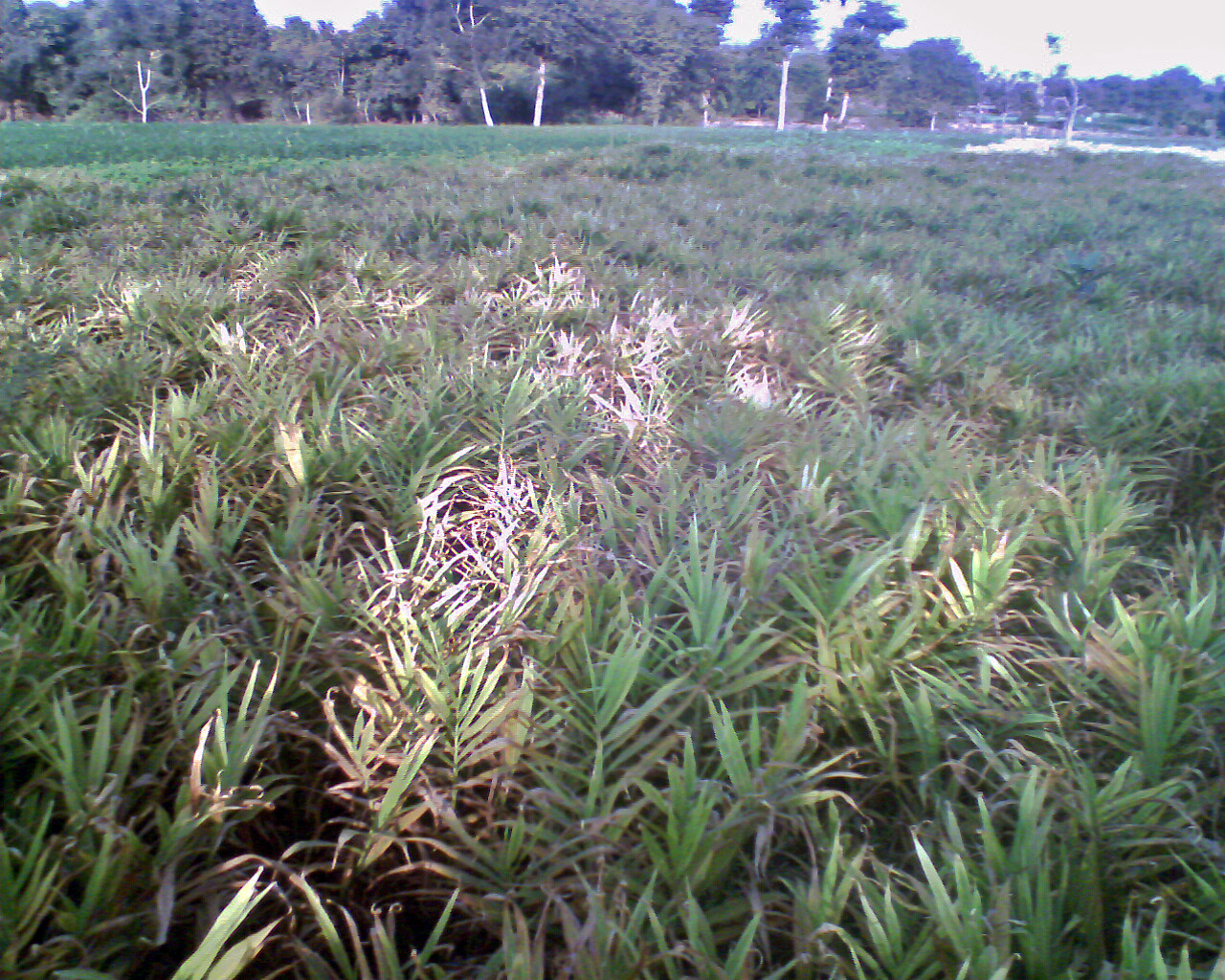
Ingwer-Feld

Ingwer wächst in den Tropen und Subtropen. Er wird traditionell in Ländern wie Indien, Nigeria, China, Nepal, Indonesien, Thailand, Kamerun, Bangladesch, Japan sowie in einigen Staaten Südamerikas angebaut. Die Heimat der Ingwerpflanze ist nicht sicher bekannt. Möglicherweise hat sie ihren Ursprung in Sri Lanka oder auf den pazifischen Inseln. Im 9. Jahrhundert wurde die Pflanze im deutschen Sprachraum bekannt.
Der kommerzielle Ingweranbau erfolgt in den jeweiligen Anbauländern in teils riesigen Plantagen. Nach einer Wachstumsphase von gut acht Monaten wird er das erste Mal geerntet. Obwohl es Erntemaschinen für Ingwer gibt, erfolgen Anbau und Ernte meist noch von Hand. Beim Ingwer aus der frühen Erntephase ist das Rhizom noch jung und zart und wird deshalb überwiegend frisch in der Küche verwendet. Nach weiteren acht bis zehn Monaten Wachstum, wenn sich die schilfartigen Blätter gelb färben, kann mit der Haupternte des Gewürzingwers begonnen werden. Dieser wird getrocknet und später zu Pulver zermahlen.
Im Jahr 2019 betrug die gesamte Anbaufläche weltweit 385.172 Hektar. Die Gesamternte betrug 4.081.374 Tonnen.
Der größte Produzent ist Indien mit etwa 1,8 Millionen Tonnen pro Jahr, der auch das größte Anbaugebiet mit 164.000 Hektar hat. Der größte Exporteur ist China.
Die Ingwerpflanze wird mittlerweile auch in Deutschland angebaut. Seit dem Jahr 2017 wird in der staatlichen Bayerischen Landesanstalt für Weinbau und Gartenbau im Versuchsbetrieb Bamberg an der Kultivierung der Ingwerpflanze in Deutschland geforscht. Kultiviert werden in Bamberg die Sorten Tari und Peru. Insbesondere der ökologische Anbau von Ingwer im Folientunnel oder Gewächshaus scheint vielversprechend. Auch wird an einer Kultivierung der Ingwerpflanze mit konventionellen Produktionsverfahren im Rahmen der KIP (kontrollierten integrierten Produktion) mithilfe der sogenannten „deep water culture“ in Bamberg, einer Methode der Hydroponik, geforscht. Mittlerweile hat die Ingwerpflanze aus der Forschung heraus auch ihren Weg in die Region gefunden und wird gewerblich angebaut.

## Wirtschaftliche Bedeutung

### Produktion
2023 wurden laut der Ernährungs- und Landwirtschaftsorganisation FAO weltweit 4.877.179 Tonnen Ingwer produziert.
Folgende Tabelle gibt eine Übersicht über die zehn größten Produzenten von Ingwer weltweit, die insgesamt 94,2 % der Erntemenge produzierten.
| Rang | Land                | Menge (in t) |
| ---- | ------------------- | ------------ |
| 1    | Indien              | 2.201.000    |
| 2    | Nigeria             | 781.641      |
| 3    | Volksrepublik China | 672.914      |
| 4    | Nepal               | 309.533      |
| 5    | Indonesien          | 198.873      |
| 6    | Thailand            | 174.103      |
| 7    | Bangladesch         | 83.726       |
| 8    | Peru                | 62.229       |
| 9    | Sri Lanka           | 59.514       |
| 10   | Kamerun             | 51.763       |
|      | Summe Top Ten       | 4.595.297    |
|      | restliche Länder    | 281.882      |

### Handel
Die größten Exporteure von Ingwer waren 2022 China (417.072 t), Indien (79.117 t) und die Niederlande (64.343 t).

## Nutzung

### Als Nahrungspflanze

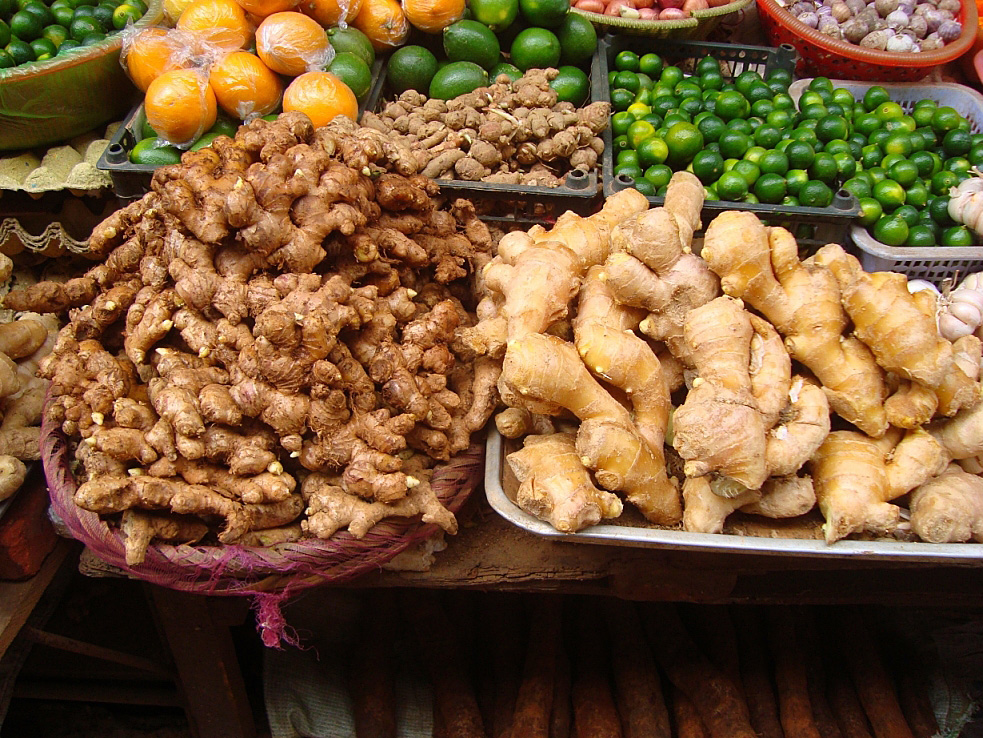
Ingwerhandel auf einem Markt in Haikou, Hainan, China

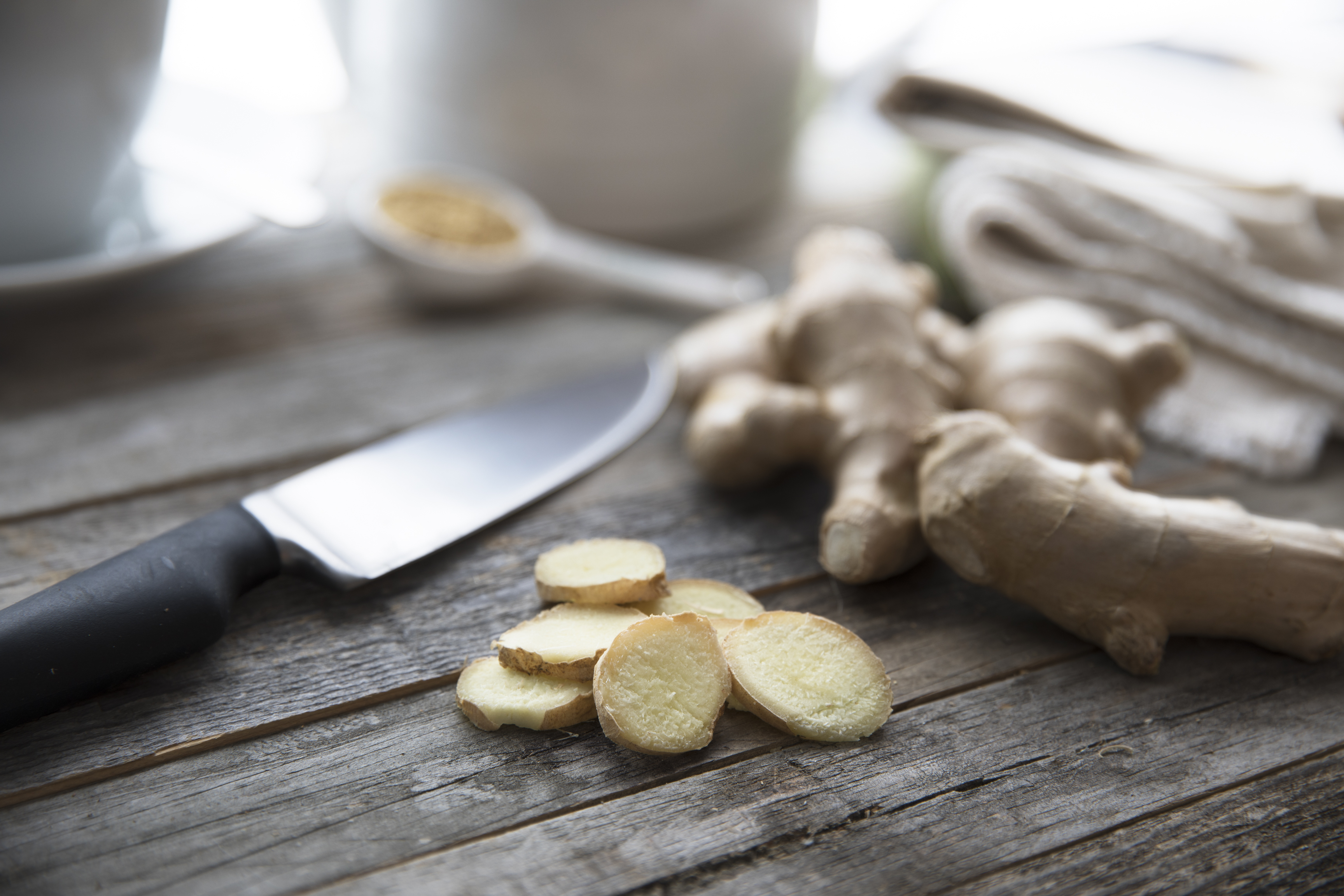
Das frische Ingwer-Rhizom wird als Küchengewürz verwendet

Als grünen Ingwer bezeichnet man die jung geernteten, milder schmeckenden Rhizome. Die Rhizome werden − vor allem in Süd- und Ostasien, und dort schon seit langer Zeit − als Gewürz und Heilmittel (z. B. bei Husten) verwendet. Vor der Einführung der Chilischoten aus Amerika zu Beginn der Neuzeit war Ingwer neben Pfeffer in Ostasien meist das einzige verfügbare scharfe Gewürz. Ingwer hat eine antibakterielle sowie virostatische Wirkung, wirkt antiemetisch (vor Erbrechen schützend), fördert die Durchblutung und steigert die Gallensaft-Produktion. In Japan werden die besonders dicken Ingwerwurzeln von Rhizotomen geerntet, weil sie als Aphrodisiakum sehr begehrt sind. Je nach Produktionsmethode, Erntezeitpunkt und Zubereitungsart wird Ingwer ein mildes oder scharfes Gewürz. Ingwer ist auch als naturreines Pflanzengetränk (Ingwerpresssaft) erhältlich.
Lebensmittelchemiker fanden heraus, dass der im Ingwer enthaltene Scharfstoff Gingerol-6 Mundgeruch neutralisieren kann, indem er genau das Speichelenzym stimuliert, das Schwefelverbindungen zu lösen imstande ist.

### Gewürz
Ingwer zählt frisch wie auch getrocknet und gemahlen zu den bekannteren Küchenkräutern und Gewürzen. So zerreibt man beispielsweise ein geschältes Stück des Ingwer-Rhizoms auf der Küchenreibe und gibt es (kurz nach dem Kochen oder Braten) in Suppen oder auch auf Hühnchenfleisch. Er passt zu Geflügel und Lamm sowie zu Fisch und Meeresfrüchten. Ingwer enthält Enzyme, die Fleisch zart machen, und wird darum viel in Marinaden verwendet. Er dient pur oder in Mischungen (Curry, Chutneys, Marmeladen, Soßen) als Gewürz. Auch Lebkuchen, Pfefferkuchen, Milchreis, Obstsalat, Tee und fruchtige Kaltschalen werden mit gemahlenem Ingwer verfeinert.

### Eingelegt
Ingwer-Pflaumen beziehungsweise Ingwer-Nüsse sind in Sirup eingelegte Stücke frischen Ingwers. Als weitere süße Ingwerzubereitungen gibt es kandierten (auch mit Schokolade überzogenen) Ingwer und die vor allem in Großbritannien beliebte Ingwerkonfitüre. Junge Ingwersprossen dienen in den Tropen gelegentlich als sehr würziges Gemüse oder als Würzkraut. Aus Japan stammt in Essig eingelegter Ingwer, der als Gari zwischen unterschiedlichen Sushi-Gängen gegessen wird und als solcher in Sushi-Restaurants auf der ganzen Welt verbreitet ist.

### Getränk
Ingwer wird häufig in der Getränke- (Ginger Ale, Ingwerbier) und Lebensmittelindustrie verwendet. Ginger Ale ist eine alkoholfreie Limonade mit Ingwergeschmack, die vor allem um die Mitte des 20. Jahrhunderts beliebt war. Wegen seiner anregenden Wirkung auf die Schweißbildung ist Ingwer in heißen Ländern als Zusatz in Kaffee oder Tee beliebt. Auch reiner Ingwertee ist gebräuchlich.

### Als Heilpflanze
Der Ingwer-Wurzelstock enthält einen zähflüssigen Balsam (Oleoresin), der aus ätherischen Ölen und einem Scharfstoffanteil, den Gingerolen und Shogaolen, besteht. Zubereitungen aus dem Ingwer-Wurzelstock werden antioxidative, antiemetische, entzündungshemmende sowie anregende Effekte auf die Magensaft-, Speichel- und Gallenbildung sowie die Darmfunktion zugesprochen und daher insbesondere in der traditionellen asiatischen Medizin auch zur Behandlung von Rheuma, Muskelschmerzen oder Erkältungen verordnet. Die Kommission E und die European Scientific Cooperative on Phytotherapy (ESCOP) befürworten die Anwendung von Ingwerwurzeln bei Magen-Darm-Beschwerden und gegen Übelkeit.

### Gegen Übelkeit und Erbrechen
Die antiemetische Wirkung scheint durch eine direkte Wirkung auf den Magen-Darm-Trakt vermittelt zu werden. Diskutiert wird auch ein Antagonismus von Serotonin-Typ-3-Rezeptoren. Eine Meta-Analyse ergab einen moderaten Effekt von Ingwer auf das Auftreten postoperativen Erbrechens im Vergleich zu einer Behandlung mit Placebo (RR: 0,69 (95 %) Konfidenzintervall: 0,54–0,89).
Auch wenn viele Segler auf die Wirkung von Ingwer gegen die Seekrankheit schwören, liegt für die Wirksamkeit von Ingwer zur Behandlung der Seekrankheit bisher nur wenig Evidenz vor: In einer kleinen Doppelblindstudie, die an 80 dänischen Seekadetten auf hoher See durchgeführt wurde, reduzierte Ingwer jedoch im Vergleich zu Placebo signifikant das Auftreten von Erbrechen. Bei einer Studie an der Brigham-Young-Universität in den USA bekamen zwölf Studenten ein Placebo, zwölf ein bekanntes Medikament gegen Seekrankheit (Dimenhydrinat) und zwölf getrockneten Ingwer. Anschließend sollten die Studenten sechs Minuten in einem Stuhl Platz nehmen, der sich gleichzeitig drehte, hob und senkte. Während die Gruppe mit dem Placebo die volle Zeit nicht aushalten konnte und die stärkste Übelkeit spürte, konnte die Ingwer-Gruppe die vollen sechs Minuten im Stuhl bleiben. Die Gruppe, die das Medikament Dimenhydrinat bekam, hielt es zwar länger als die Placebo-Gruppe aus, doch im Schnitt auch nur vier Minuten und mit einer stärkeren Übelkeit als die Ingwer-Gruppe.
Für die Wirksamkeit bei der Behandlung des Schwangerschaftserbrechens gibt es keine überzeugenden Hinweise.

### Auswirkungen auf die Blutgerinnung
Ingwer hat möglicherweise einen hemmenden Effekt auf die Blutgerinnung, wie in einigen Fallberichten beschrieben wird. Das wurde sowohl bei der alleinigen Einnahme als auch als verstärkende Wirkung auf eine Cumarin-Therapie beobachtet. Aufgrund fehlender Daten ist die Art des Zusammenhanges jedoch unklar.

### Entzündungen
Der Inhaltsstoff Gingerol hemmt die Expression des Enzyms Cyclooxygenase-2, welches Entzündungsreaktionen z. B. bei Arthrose und Rheuma vermittelt. Bei der Behandlung von Arthrose-Patienten konnte mit Ingwer-Auszügen die gleiche Schmerzlinderung wie mit Ibuprofen erzielt werden.

### Sexualpraktik
Ein entsprechend präpariertes frisches Ingwerrhizom wird bei der Sexualpraktik Figging eingesetzt.

## Geschichte

### China
Roher Ingwer (shēng jiāng 生姜) wurde bereits im Shennong ben cao jing erwähnt. Der taoistische Arzt Tao Hongjing (452–536) unterschied in seiner Sammlung von Rezepten berühmter Ärzte (míngyī biélù 名医别录) zwischen rohem Ingwer (shēng jiāng 生姜) und getrocknetem Ingwer (gān jiāng 干姜). Diese Unterscheidung gilt bis heute und den unterschiedlichen Zustandsformen werden bis heute unterschiedliche Wirkungsebenen zugeschrieben:
- Roher Ingwer wehrt auf der Körperoberfläche die von außen eindringende Krankheit („Erkältung“) ab. Er wärmt das obere Verdauungssystem („Milz“ – „Magen“), löst Schleim und lindert Husten.[37][38]
- Getrockneter Ingwer wärmt das obere Verdauungssystem und beseitigt Schleim bei Atemnot – wirkt also nicht auf die Körperoberfläche ein.[39][40][41]

### Europa
Nach Dioskurides und Plinius stammte der Ingwer aus dem „troglodytischen Arabien“, nach Galen aus „Barbaria“. Dioskurides empfahl ihn als verdauungsförderndes Gewürz – ähnlich dem Pfeffer –, als Mittel gegen „Verdunkelung der Augen“, als Mittel zur Stärkung des Magens und als allgemeines Gegengift.
Diese Angaben wurden von arabisch publizierenden Ärzten und durch die nordeuropäischen Ärzte des Mittelalters übernommen.
Noch im 19. Jh. war die Ingwerwurzel Bestandteil der Tinctura aromatica – der Aromatischen Tinktur. Diese wurde zur Gruppe der „Reizenden Arzneimittel (Erethistica)“ gerechnet:

„Nimm: Zimmtcassie zwei Unzen [16 Gramm], kleine Kardamomen, Gewürznelken, Galgantwurzel, Ingwerwurzel von jedem eine halbe Unze [4 Gramm]. Pulvere sie gröblich, und gieße darauf rektifizierten Weingeist zwei Pfund. Mazeriere acht Tage in einem verschlossenen häufig zu schüttelnden Gefäße, dann presse aus und filtriere. Sie sei von rothbrauner Farbe.“

### Historische Abbildungen

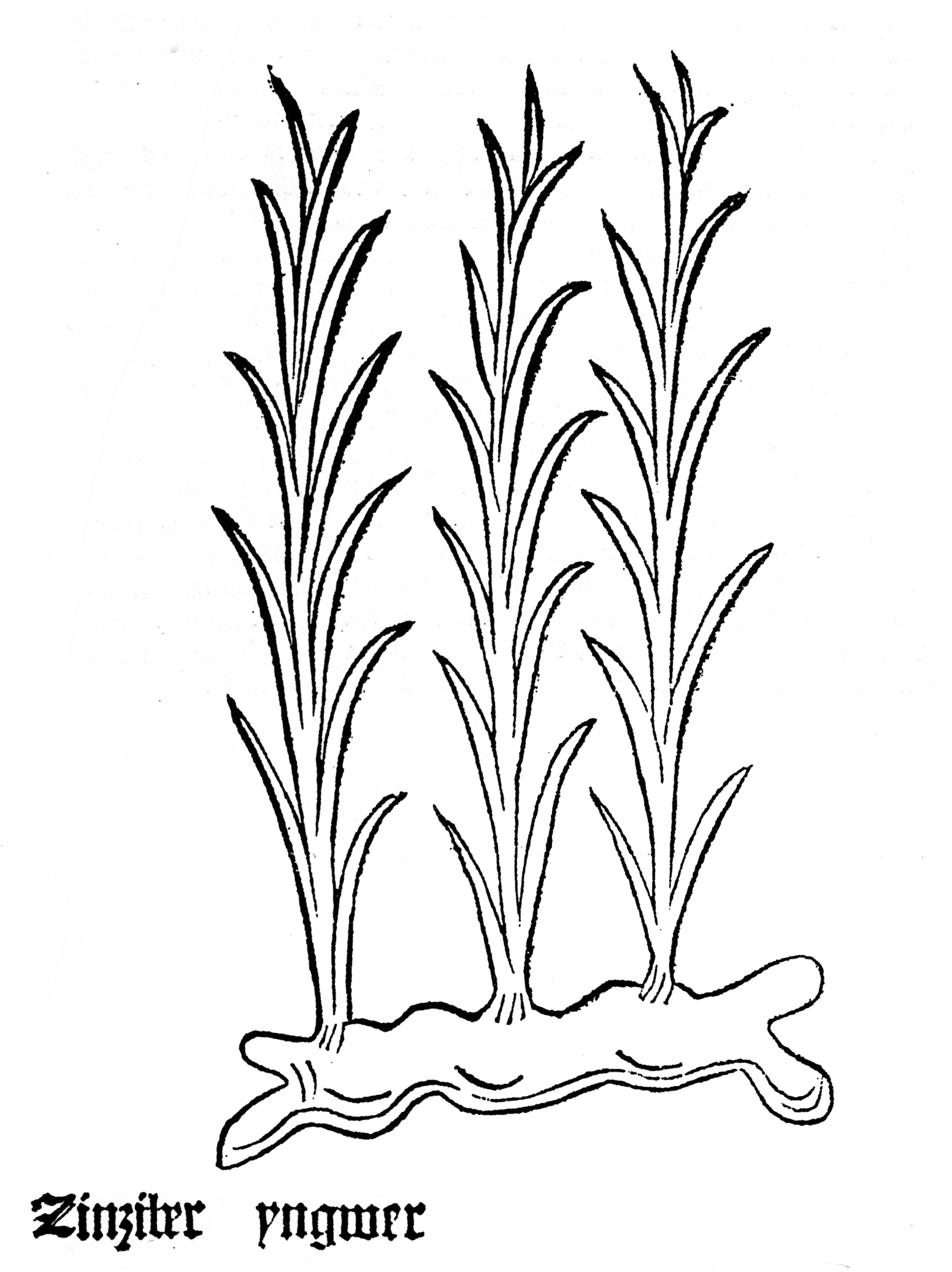
Gart der Gesundheit 1485
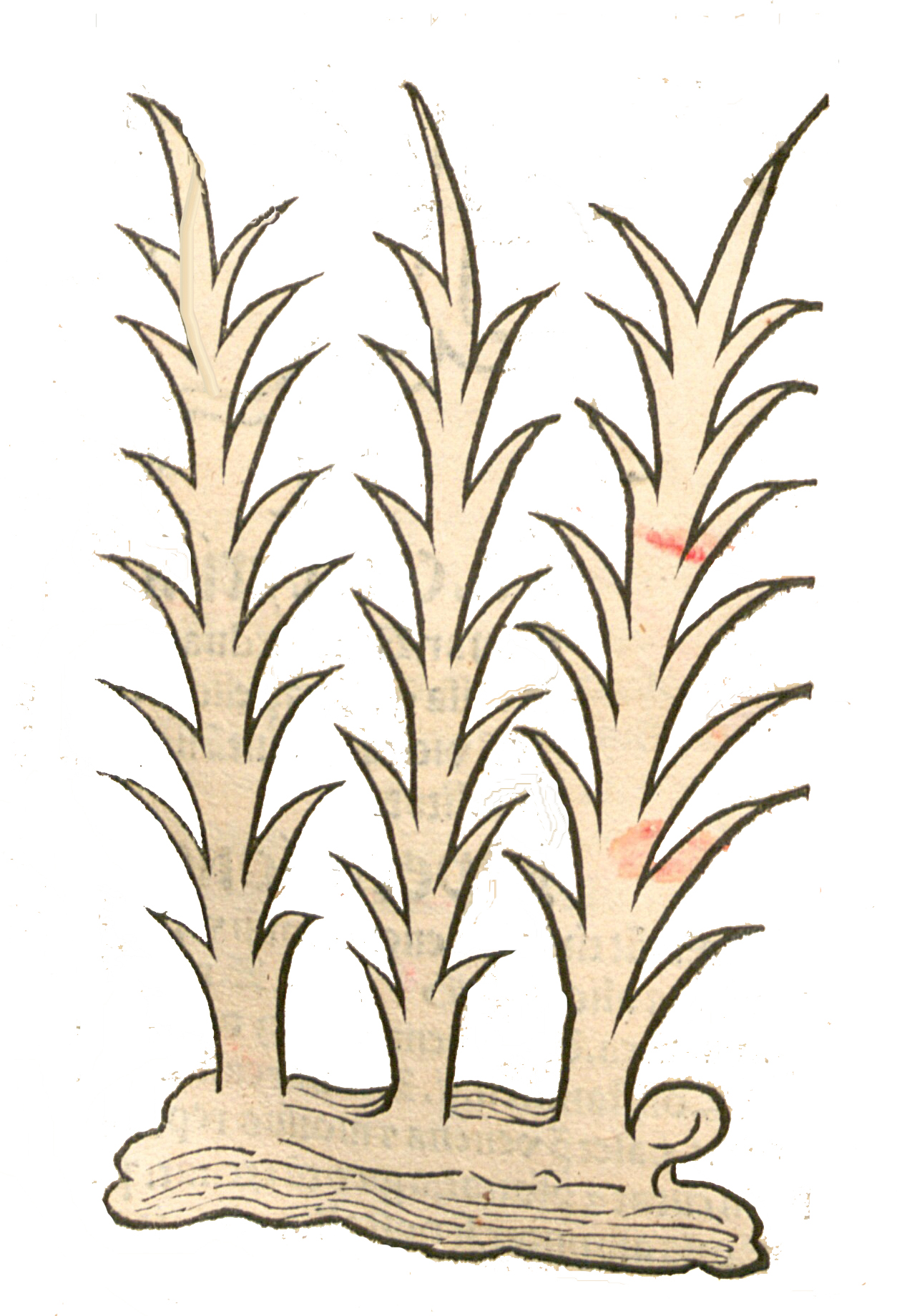
Hortus sanitatis 1491
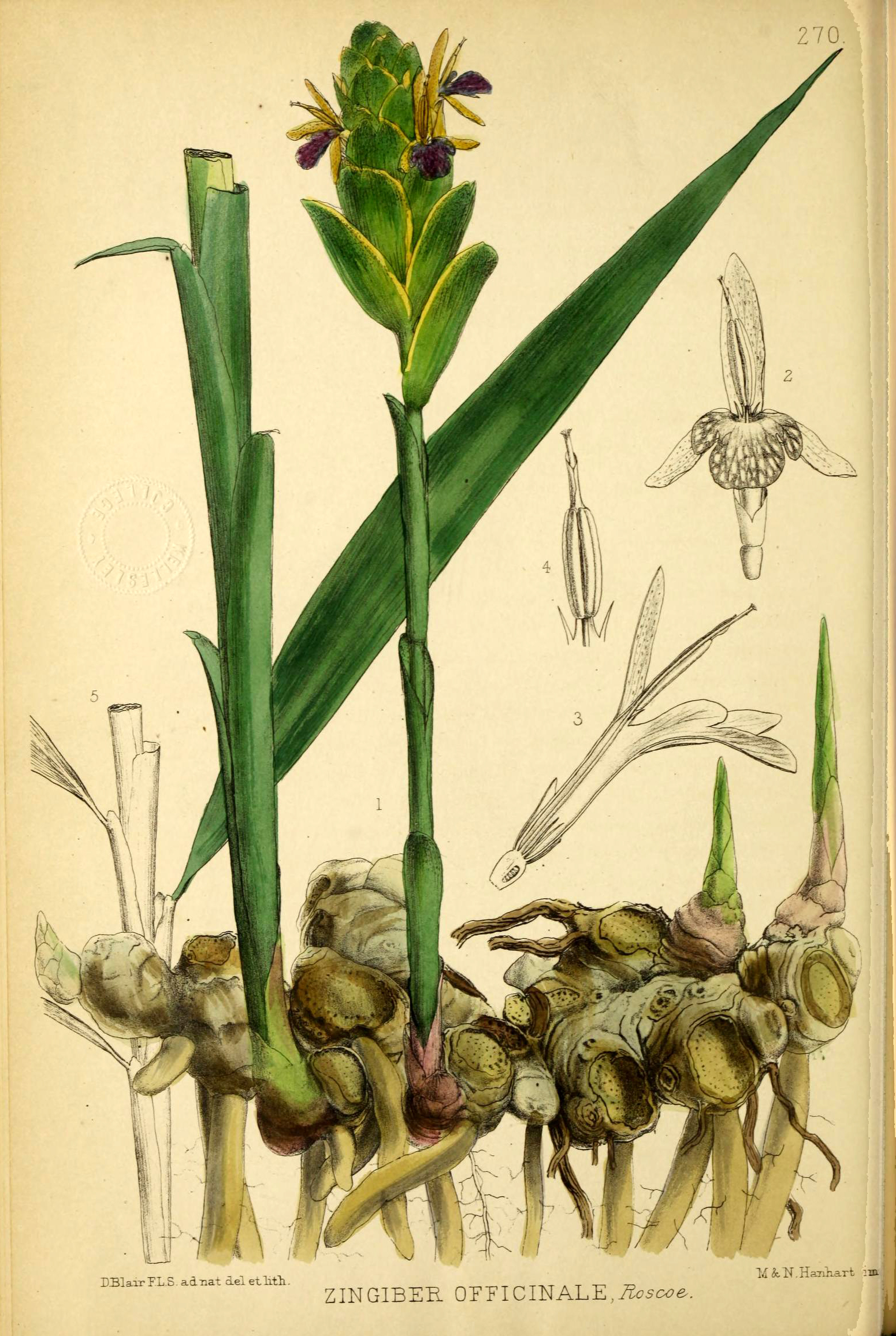
Bentley/Trimen 1880
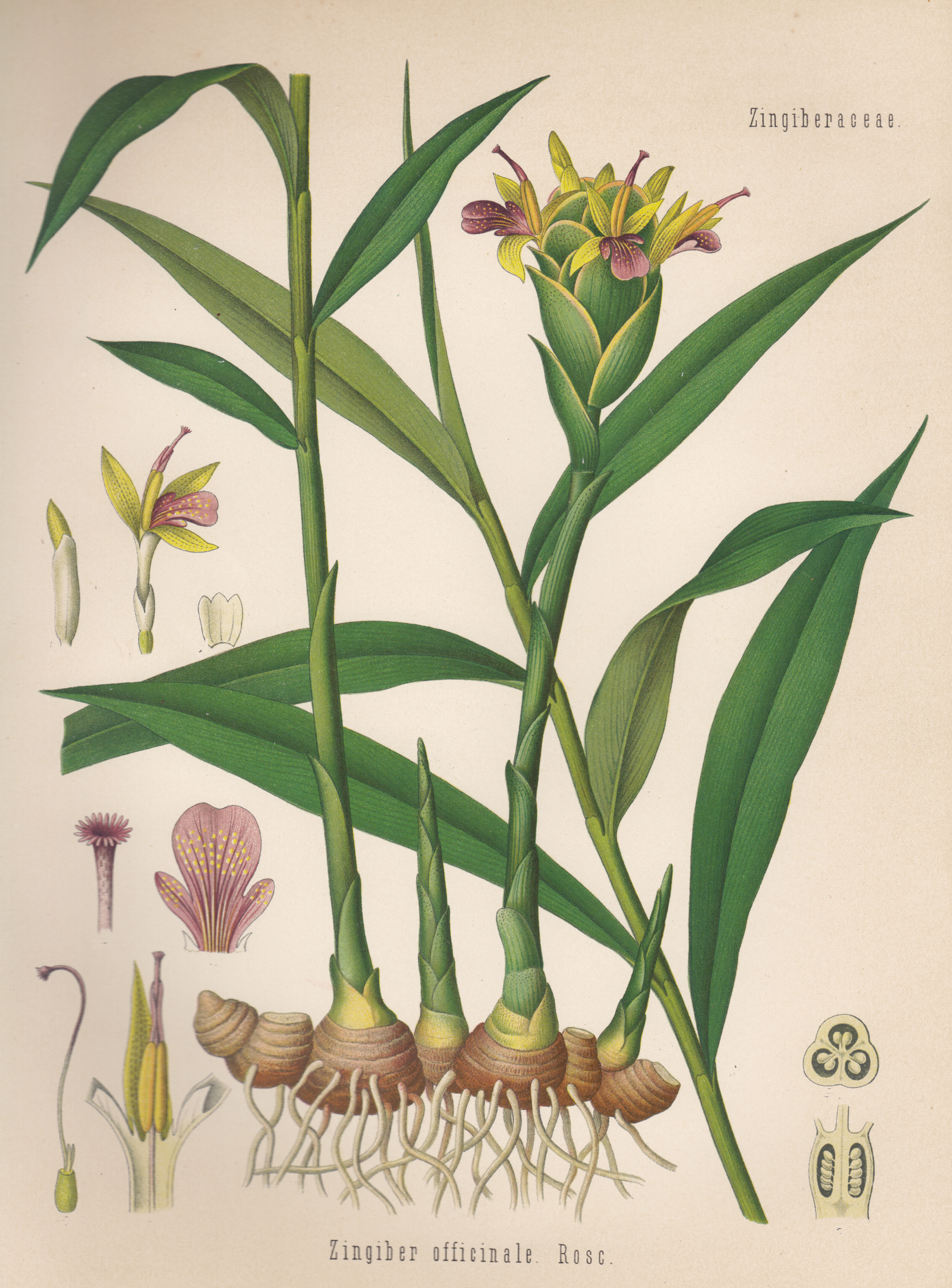
Köhler’s Medizinal-Pflanzen 1887